# بطولة العالم للألعاب المائية 2023 - 400 متر سباحة حرة للرجال
400 متر سباحة حرة للرجال هي إحدى منافسات السباحة في بطولة العالم للألعاب المائية 2023، ودارت فعالياتها في يوم 23 يوليو 2023 في مدينة فوكوكا اليابانية.